# Sara Kestelman
Sara Kestelman (Londra, 12 maggio 1944) è un'attrice britannica.

## Biografia
Il suo ruolo più conosciuto è quello di Lady Frances Brandon, la madre di Jane, nel film Lady Jane (1986). E nota anche per il ruolo di "May" in Zardoz (1974). È conosciuta per il suo talento di attrice teatrale. Nel 1994 ha vinto un "Laurence Olivier Theatre Award" per la sua interpretazione nel musical Cabaret, e ha lavorato anche con il "National Theatre" e la "Royal Shakespeare Company". Tra i videogiocatori, è conosciuta per aver doppiato un personaggio del videogioco Star Wars: Knights of the Old Republic II: The Sith Lords, Kreia.

## Filmografia parziale

### Cinema
- Zardoz, regia di John Boorman (1974)
- Lisztomania, regia di Ken Russell (1975)
- Lady Jane, regia di Trevor Nunn (1986)

### Televisione
- Dixon of Dock Green - serie TV, episodio 13x4 (1955)
- Poliziotti in cilindro: i rivali di Sherlock Holmes (The Rivals of Sherlock Holmes) - serie TV, episodio 2x13 (1971)
- Gli infallibili tre (The New Avengers) - serie TV, episodio 1x10 (1976)
- Crown Court - serie TV, 8 episodi (1976-1984)
- L'asso della Manica (Bergerac) - serie TV, episodio 1x05 (1981)
- Van der Valk - serie TV, episodio 4x01 (1991)
- Relic Hunter – serie TV, episodio 1x22 (2000)
- Ultimate Force - serie TV, episodio 2x02 (2003)
- Casualty - serie TV, episodio 18x29 (2004)
- L'ispettore Barnaby (Midsomer Murders) - serie TV, episodio 9x01 (2005)
- Holby City - serie TV, episodio 13x42 (2011)
- Inside No. 9 - serie TV, episodio 5x05 (2020)
- This Is Going to Hurt - serie TV, episodi 1x02-1x03 (2022)
- Gentleman Jack - Nessuna mi ha mai detto di no (Gentleman Jack) – serie TV, 3 episodi (2022)
- The Chelsea Detective - serie TV, episodio 2x02 (2023)

## Teatro (parziale)
- La tragica storia del Dottor Faust di Christopher Marlowe. Royal Shakespeare Theatre di Stratford-upon-Avon (1968)
- Molto rumore per nulla di William Shakespeare. Tournée britannica (1969)
- Troilo e Cressida di William Shakespeare. Aldwych Theatre di Londra (1969)
- La tragedia del vendicatore di Thomas Middleton. Aldwych Theatre di Londra (1969)
- Misura per misura di William Shakespeare. Royal Shakespeare Theatre di Stratford-upon-Avon (1970)
- Riccardo III di William Shakespeare. Royal Shakespeare Theatre di Stratford-upon-Avon (1970)
- Sogno di una notte di mezza estate di William Shakespeare. Royal Shakespeare Theatre di Stratford-upon-Avon (1970)
- Zio Vanja di Anton Čechov. Bristol Old Vic di Bristol (1973)
- Camere da letto di Alan Ayckbourn. National Theatre di Londra (1977)
- Come vi piace di William Shakespeare. National Theatre di Londra (1979)
- Undiscovered Country di Tom Stoppard. National Theatre di Londra (1979)
- Macbeth di William Shakespeare. Royal Shakespeare Theatre di Stratford-upon-Avon (1982)
- Re Lear di William Shakespeare. Royal Shakespeare Theatre di Stratford-upon-Avon (1983)
- L'opera da tre soldi di Bertolt Brecht e Kurt Weill. National Theatre di Londra (1985)
- L'orologio americano di Arthur Miller. National Theatre di Londra (1985)
- Dalliance di Tom Stoppard. National Theatre di Londra (1986)
- Bussy D'Ambois di George Chapman. Old Vic di Londra (1988)
- Amanda Amaranda di Peter Shaffer. Gielgud Theatre di Londra (1988)
- Cabaret di John Kander, Fred Ebb e Joe Masteroff. Donmar Warehouse di Londra (1992)
- Fiddler on the Roof di Jerry Bock, Sheldon Harnick e Joseph Stein. London Palladium di Londra (1994)
- Tre donne alte di Edward Albee. Wyndham's Theatre di Londra (1995)
- Nine di Maury Yeston e Arthur Kopit. Donmar Warehouse di Londra (1996)
- Copenhagen di Michael Frayn. Duchess Theatre di Londra (1997)
- Amleto di William Shakespeare. National Theatre di Londra (2000), Wilbur Theatre di Boston (2001)
- Torch Song Trilogy di Harvey Fierstein. Menier Chocolate Factory di Londra (2012)
- The Intelligent Homosexual's Guide to Capitalism and Socialism with a Key to the Scriptures di Tony Kushner. Hampstead Theatre di Londra (2016)
- La visita della vecchia signora di Friedrich Dürrenmatt. National Theatre di Londra (2020)
- Il treno del latte non ferma più qui di Tennessee Williams. Charing Cross Theatre di Londra (2022)

## Doppiatrici italiane
Nelle versioni in italiano delle opere in cui ha recitato, Sara Kestelman è stata doppiata da:
- Paila Pavese in Relic Hunter, Lady Jane (doppiaggio originale)
- Angiola Baggi in Zardoz
- Anna Rita Pasanisi in Lady Jane (ridoppiaggio)
- Aurora Cancian in Gentleman Jack - Nessuna mi ha mai detto di no